# 藤堂元孝
藤堂 元孝（とうどう もとたか）は、伊勢国津藩藤堂采女家第7代。伊賀国上野城代。2代藩主藤堂高次の昆孫。

## 家系
藤堂采女家は、藤堂高虎に仕え藤堂姓を与えられた藤堂元則に始まり、代々の当主が「采女」の通称を名乗る。本姓保田氏。家紋は追洲流、三文字。初代元則以降伊賀上野城代を世襲した。

## 略歴
天明5年（1785年）采女家第6代藤堂元長の長男として生まれる。母は藤堂玄蕃良演の娘鉉。
寛政6年（1794年）父元長が死去し家督相続したが、まだ幼いため分家当主の元享が藩に看抱を命じられ、代わって上野城代に就任した。
文化4年（1807年）上野城代に就任。
文政4年（1821年）7月30日に持病が悪化し8月26日、死去。享年38。9月に采女家の願いにより藩主高猷の甥度五郎（元晋）が養子入りした。

## 人物
持病の療養先の京都から妻に宛てた手紙が現存している。